# Christian von Hartig

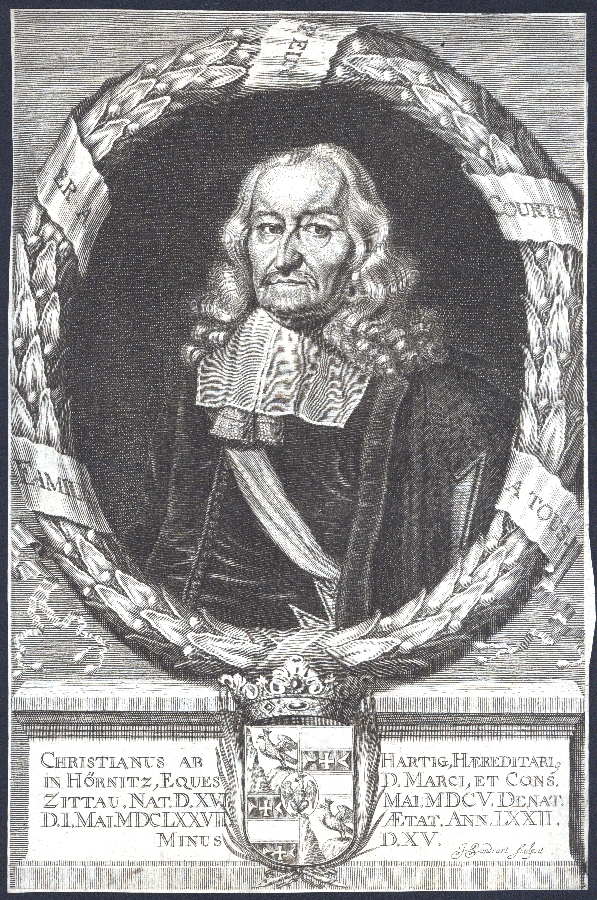
Christian von Hartig

Christian von Hartig (* 16. Mai 1605 in Zittau; † 1. Mai 1677 ebenda) war Bürgermeister von Zittau.

## Leben
Christian von Hartig aus dem Adelsgeschlecht Hartig besuchte nach Philosophie- und Medizinstudium in Frankfurt (Oder), Straßburg und Genf zu seiner weiteren Ausbildung Frankreich, England, die Niederlande und Dänemark, ging anschließend über Leipzig und Augsburg nach Venedig und Padua, wo er am 21. Juli 1629 Doktor der Medizin wurde. In Venedig erwarb er sich hohe Anerkennung und wurde durch Nicolò Contarini am 12. August 1629 in der Republikversammlung zum Markusritter (Cavaliere di San Marco) geschlagen.
Nach kurzem Aufenthalt kehrte er 1630 in seine Heimat zurück und wurde am 7. Oktober 1632 als Scabinus in den Rat von Zittau berufen, wo er später 1634–1637 das Stadtrichteramt verwaltete und in den Jahren 1639, 1642, 1645, 1648, 1651, 1654, 1657, 1660, 1662, 1665, 1668, 1671, 1673 als Bürgermeister dem Rat vorstand.
Gemeinsam mit seinen Geschwistern Johann Jacob Hartig, venezianischer Leibarzt, und Sibylla Hartig wurde er am 15. Oktober 1645 in Linz von Kaiser Ferdinand III. in den rittermäßigen Reichsadelsstand erhoben.
1645 kaufte von Hartig das Rittergut Althörnitz von Christoph von Gersdorf auf Zimpel und ließ 1651–1654 durch Meister Valentin aus Zittau ein Schloss errichten.
Hartig war verheiratet mit Emerantia Kindler (gest. 1648) und heiratete in zweiter Ehe am 26. Oktober 1652 in Dresden Dorothea Schede.